# 斯里克·沃茨
斯里克·沃茨（英語：Slick Watts，1951年7月22日—2025年3月15日），美国NBA联盟前职业篮球运动员。
斯里克·沃茨最初就读于景軒初级学院，1970年转入路易斯安那州泽维尔大学就讀，在那里他跟随鲍勃·霍普金斯教练打了三年篮球。